# 投胎彩票
投胎彩票，或者直译为出生彩票（英語：lottery of birth），是一种哲学论证，认为既然没有任何人能选择出生在什么样的环境中，所以人们不应该对此负责（例如富裕还是贫穷）。
约翰·洛克、托马斯·霍布斯和让-雅克·卢梭等哲学家使用过这种论证。现代的用法是由政治学家推广的， 例如约翰·罗尔斯在他的著作《正义论》具体阐述了这个话题。